# Соломон Ула Ата
Соломон Пиутуану Уламолека Ата (тонг. Solomone Piutuau Ulamoleka Ata, 16 мая 1883 – 27 марта 1950 года) — государственный деятель Королевства Тонга, премьер-министр Тонга в 1941-1949 годах.

## Биография
Соломона Ула Ата родился 16 мая 1883 года в деревне Коловаи на острове Тонгатапу в роду потомственной тонганской аристократии. Его отцом был Тевита Ману'опангаи 6-той Ата (1864-1898), а матерью Полина Мануту'уфанга Ниумеитолу. Кроме того Соломон приходился двоюродным братом королеве Тонга Салоте Тупоу III. Он учился в австралийском колледже Ньюингтон, Сидней (1896-1902), с шестью другими представителями Тонганской аристократии. После учебы и по возвращении в Тонга он работал в правительстве. 12 ноября 1904 получил наследственный титул Ата. Он занимал различные должности в Кабинете министров Тонга, а с 1925 до 1941 года был министром земли. В 1937 году он вновь уезжает в  Австралию для изучения банановодства в субтропических районах. В 1941 году после смерти его школьного друга Его королевского высочества принца Вилиами Тунгри Маилефихи Соломона Ула Ата был назначен премьер-министром Тонга.  В 1947 году Ата стал почетным офицером ордена Британской империи.

## Ордена
- Почетный офицер Ордена Британской империи (ОВЕ)